# Арамбур, Камиль
Луи Жозеф Камиль Арамбур (фр. Camille Arambourg; 3 февраля 1885, Париж — 19 ноября 1969, там же) — французский учёный-палеонтолог и антрополог. Профессор Национального музея естественной истории в Париже. Член Французской академии наук

## Биография
Участник Первой мировой войны. 
Окончил Национальный институт агрономии.
Работал преподавателем геологии в Алжирском институте  агрономии (Institut Agricole d'Alger), с 1936 по 1955 год — заведующим кафедрой палеонтологии, профессор палеонтологии. Член Французской академии.
Провёл обширные полевые работы в Северной Африке. В 1928—1929 годах исследовал грот Афалу-бу-Руммель. В 1931—1951 годах возглавлял французские экспедиции в долину Омо (Эфиопия) и Айн-Ханеш (Алжир).
Известный тем, что в 1954—1955 годах обнаружил ископаемые останки гоминида (в настоящее время названного Homo erectus), которого он назвал Atlanthropus (атлантроп) на стоянке близ Тернифина в районе Орана (Алжир).
С 1967 года работал в составе международной экспедиции в Эфиопии (в долине Омо открыл остатки так называемого паравстралопитека эфиопского) и др.
В споре о реальном значении, которое следует приписать австралопитекам, по его словам, связанным с Atlanthropus, отстаивал позицию, что так называемая «культура чопперов» на юге Африки — это работа самих австралопитеков. В 1950-х годах выступал против преобладающей модели, рассматривающей неандертальцев как примитивных, жестоких и обезьяноподобных существ.
Опубликовал несколько палеонтологических трудов и ряд работ.

## Память
- В его честь назван Птерозавр Арамбургиана.

## Избранные публикации
- Le gisement mousterien el l’Homme du Gebel Irchoud (Maroc), «Quaternaria», 1965, t. 7;
- Arambourg C., Chavaillon J., Coppens Y., Resultats de la nouvelle mission de l’Omo (2 campagne 1968), «Compt. rend. Acad. sci.», 1969, t. 265 šer. D.
- «L’Hominiem fossile de Ternifine» (Париж).